# 強尼·李·米勒
強納森·「強尼」·李·米勒（英語：Jonathan "Jonny" Lee Miller，1972年11月15日—），英國演員。他在1983年就開始演出電影，作品包括了《迷幻列車》、《網路駭客》等。除此之外，他也主演過美國廣播公司電視劇《神奇律師》，CBS美版《福爾摩斯與華生》，與在Showtime電視網賣座影集《夢魘殺魔》中客串第5季的主要反派角色。
在私生活上，米勒是英超球隊切爾西的支持者。他曾在1996年至1999年間，與女演員安潔莉娜·裘莉維持過約18個月長的短暫婚姻。2008年7月與米凱萊·希克斯結婚，2018年離婚，兩人育有一子（2008年出生）。

## 外部連結
- Jonny Lee Miller在互联网电影资料库（IMDb）上的資料（英文）